# The Other Side of Life
The Other Side of Life es el duodécimo álbum de estudio por la banda británica The Moody Blues, publicado el 9 de abril de 1986 a través de Polydor Records. El álbum fue grabado en los estudios Good Earth en Londres y fue producido por Tony Visconti.

## Lanzamiento y recepción
The Other Side of Life fue publicado el 9 de abril de 1986. El álbum se convirtió en un éxito moderado, alcanzando el puesto #9 en el Billboard 200. También alcanzó el número 24 en el Reino Unido. La canción «Your Wildest Dreams» fue publicada como el sencillo principal del álbum junto con «Talkin' Talkin'» como lado B el 14 de abril de 1986. Una versión editada de la canción «The Other Side of Life» fue publicada como el segundo y último sencillo del álbum junto con «The Spirit» como lado B el 11 de agosto de 1986.

## Lista de canciones
| Lado uno |                          |                     |          |  |
| N.º      | Título                   | Escritor(es)        | Duración |  |
| 1.       | «Your Wildest Dreams»    | Justin Hayward      | 4:51     |  |
| 2.       | «Talkin' Talkin'»        | Hayward, John Lodge | 3:54     |  |
| 3.       | «Rock 'n' Roll Over You» | Lodge               | 4:49     |  |
| 4.       | «I Just Don't Care»      | Hayward             | 3:26     |  |
| 5.       | «Running Out of Love»    | Hayward, Lodge      | 4:22     |  |

| Lado dos |                          |                            |          |  |
| N.º      | Título                   | Escritor(es)               | Duración |  |
| 1.       | «The Other Side of Life» | Hayward                    | 6:50     |  |
| 2.       | «The Spirit»             | Graeme Edge, Patrick Moraz | 4:18     |  |
| 3.       | «Slings and Arrows»      | Hayward, Lodge             | 4:28     |  |
| 4.       | «It May Be a Fire»       | Lodge                      | 4:54     |  |

## Créditos
Créditos adaptados desde las notas del álbum.
The Moody Blues
- Justin Hayward – voz principal y coros, guitarra
- John Lodge – voz principal y coros, bajo eléctrico
- Ray Thomas – pandereta, coros, flauta
- Graeme Edge – batería, percusión
- Patrick Moraz – teclado, sintetizador

Personal técnico
- Tony Visconti – productor, ingeniero
- Alwyn Clayden – dirección artística
- Bruce Gill – diseño de portada
- Michael Hoppen – fotografía
- Karl Lloyd – ilustración

## Posicionamiento
| Gráficas (1986)                         | Pico de posición |
| --------------------------------------- | ---------------- |
| Alemania (GfK Entertainment)            | 56               |
| Australia (RIANZ)                       | 34               |
| Canadá (RPM Top Albums)                 | 46               |
| Estados Unidos (Billboard 200)          | 9                |
| Países Bajos (MegaCharts Album Top 100) | 65               |
| Reino Unido (UK Albums Chart)           | 24               |

## Certificaciones y ventas
| País                  | Certificación | Ventas     |
| --------------------- | ------------- | ---------- |
| Estados Unidos (RIAA) | Platino       | 1,000,000^ |